# Vespa crabro
Frelon européen
Espèce
Le  frelon européen ou frelon (Vespa crabro) est une espèce d'hyménoptères eusociaux de la famille des Vespidés ressemblant à une guêpe commune mais de taille deux fois plus importante ; il s'agit de la plus grosse des espèces de guêpes européennes.
On l'appelle aussi cul jaune dans l'Est de la France, beurgot (burgaud en occitan) dans le Sud-Ouest de la France, talène en Suisse, bombe ou cabridan en Provence, calavrone en Corse, lombarde en Bresse et en Lyonnais et arcier ou  guichard dans la Nièvre et le Morvan.

## Description

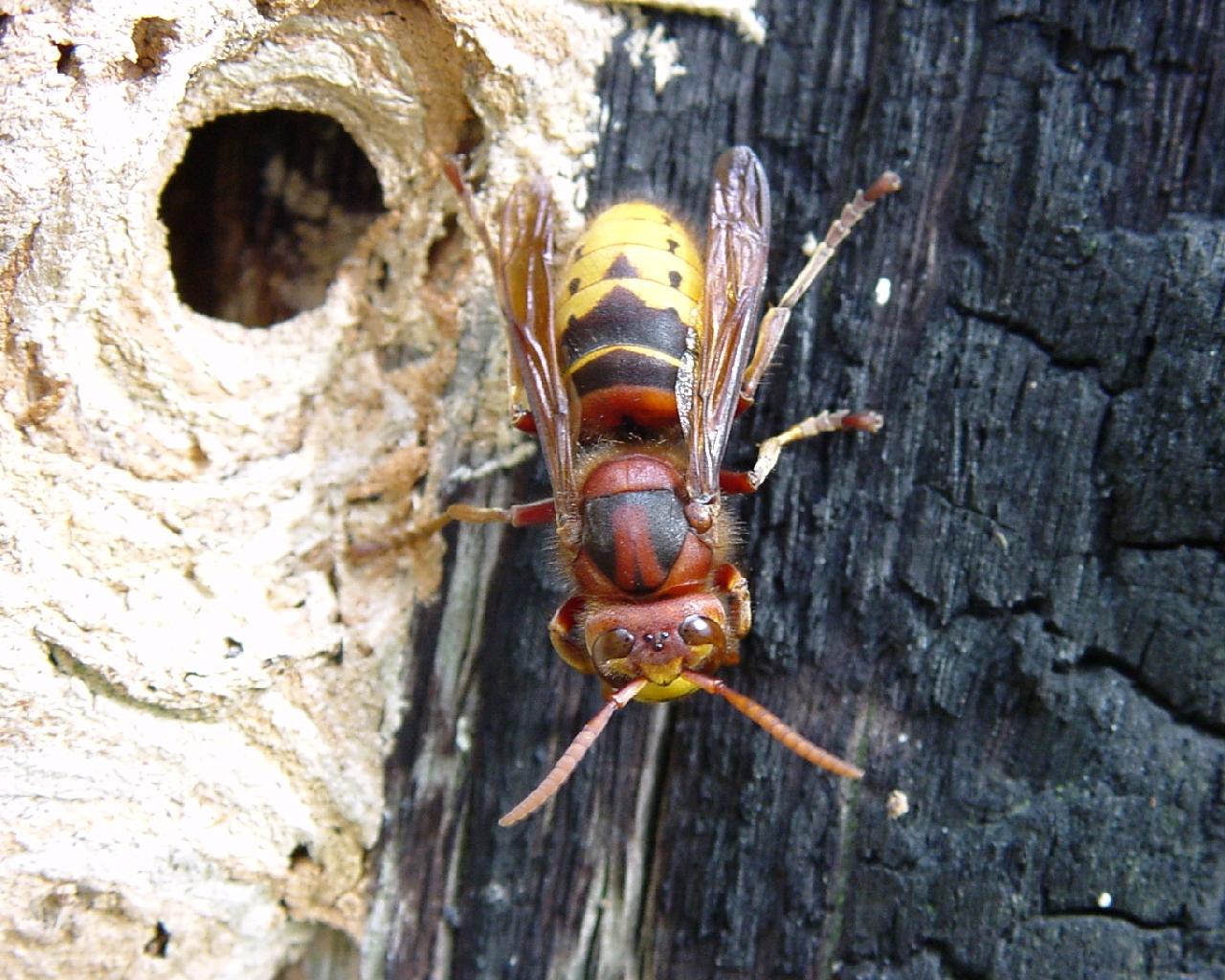
Le frelon est doté d'une bonne vision périphérique et de trois ocelles bien visibles sur le dessus de la tête, qui en font un très bon chasseur

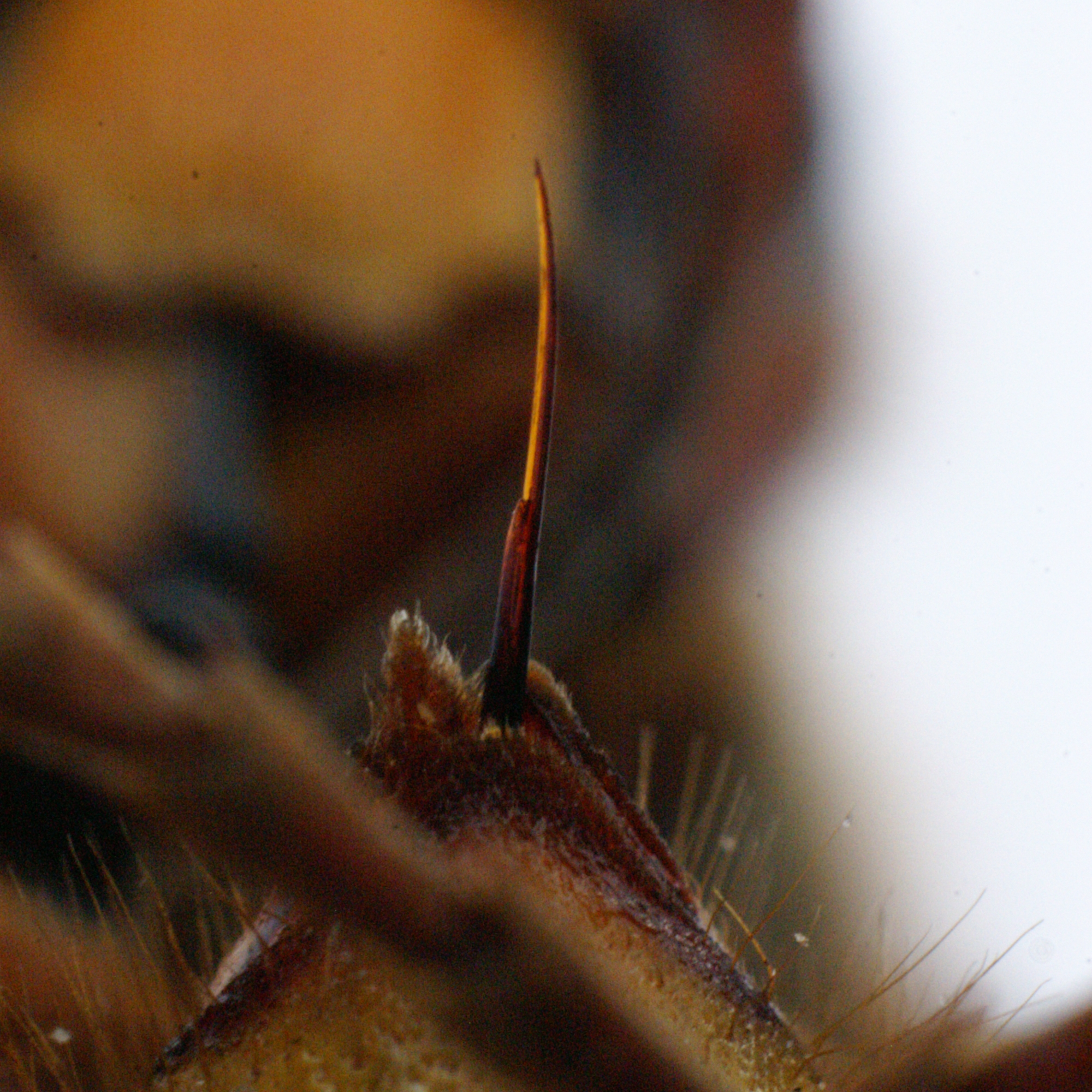
Détail du dard.

La reine mesure entre 30 à 35 mm, les ouvrières font de 20 à 25 mm et les mâles de 21 à 28 mm. Rayé de jaune et de noir sur l'abdomen, la tête, le thorax, l'abdomen et les antennes sont teintés de roux.

### Alimentation

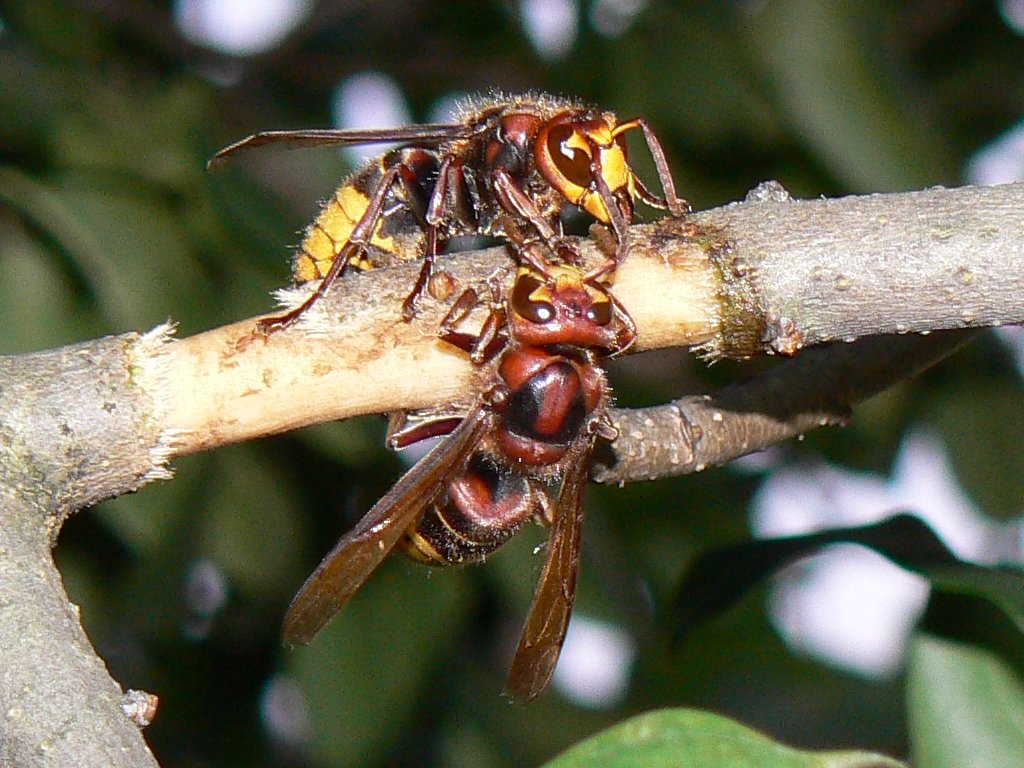
Vespa crabro est essentiellement insectivore ou se nourrit sur les fleurs. Les individus qui semblent manger des écorces (voire de vieux chiffons de coton) sont de jeunes femelles (solitaires) ou des ouvrières (généralement en groupe) qui collectent des fibres pour fabriquer leur nid de « papier mâché »

Pour nourrir son couvain, une colonie bien développée peut consommer 500 g d'insectes par jour : mouches, guêpes, abeilles, sauterelles, libellules, ainsi que chenilles et araignées.
Les ouvrières adultes se nourrissent de sucs végétaux, de fruits, de matières carnées abandonnées et d'autres produits sucrés. Elles ont donc un régime alimentaire de phytophage plutôt que de prédateur.

## Répartition
Originaire de l'Europe et du nord de l'Asie (écozone paléarctique), elle a été introduite en Afrique du Nord et en Amérique du Nord.
Elle aime les régions boisées.

## Mode de vie
Les colonies, annuelles, ne survivent pas aux premiers froids, à l'exception des jeunes reines fécondées.
Au printemps, les jeunes reines créent dans les arbres morts, murs de pierre sèche, greniers ou cheminées, voire dans les vieilles bottes de paille, un tas de compost ou de vieux chiffons, dans les charpentes ou soupentes, un nid en papier mâché (fibres végétales mâchées) abritant les premières alvéoles où elles pondent les premiers œufs. Elles fondent ainsi une nouvelle colonie.
Cinq à sept semaines après la première ponte, les reines qui ont survécu jusque-là nourrissent elles-mêmes les premières larves nouvellement écloses jusqu'à la mue. Les premières ouvrières devenues matures déchargent alors la reine de la plupart des travaux. En automne, la colonie atteint son apogée, de jeunes reines et des mâles naissent, prélude du cycle suivant. Les nids sont souvent composés de 5 à 10 (voire 12) rangées de plateaux superposés constitués d'alvéoles toujours orientés vers le bas, mais la configuration générale du nid peut fortement varier selon l'endroit où il est construit. La couleur et les motifs du papier varie selon la fibre végétale collectée par les ouvrières.  
Un nid comprend en moyenne 1 500 alvéoles. Le nid, fin août, peut dépasser une capacité de 25 litres et la longueur ultime de son grand-axe (en région méridionale, juste avant les premiers froids) peut atteindre un mètre. Les plus grands nids se rencontrent dans les charpentes et les arbres creux car ces emplacements offrent le plus de surface de fixation. Plus la bonne saison est longue (cas de la région méditerranéenne), plus les colonies seront développées et plus les nids seront volumineux en fin de saison. Les jeunes mâles et femelles qui apparaîtront en juin ou juillet ne participent pas à la construction du nid. Lors des premiers froids automnaux, les mâles et femelles et la reine de la saison meurent, ainsi que les quelques centaines d'ouvrières que compte la colonie. Ce sont les jeunes femelles récemment fécondées qui passeront l'hiver pour constituer de nouvelles colonies.

## Systématique
L'espèce Vespa crabro a été décrite  par le naturaliste suédois Carl von Linné en 1758.

### Sous-espèces
Selon Catalogue of Life (13 octobre 2017) il existe les 8 sous-espèces suivantes :
- Vespa crabro altaica Perkins, 1910
- Vespa crabro birulai Bequard, 1931
- Vespa crabro caspica Perkins, 1910
- Vespa crabro crabro Linnaeus, 1758
- Vespa crabro crabroniformis Smith, 1852
- Vespa crabro gribodoi Bequard, 1931
- Vespa crabro meridionalis Bir., 1924
- Vespa crabro oberthuri Buysson, 1902

Selon BioLib il existe également la sous-espèce :
- Vespa crabro vexator Harris, 1776

## Dangerosité

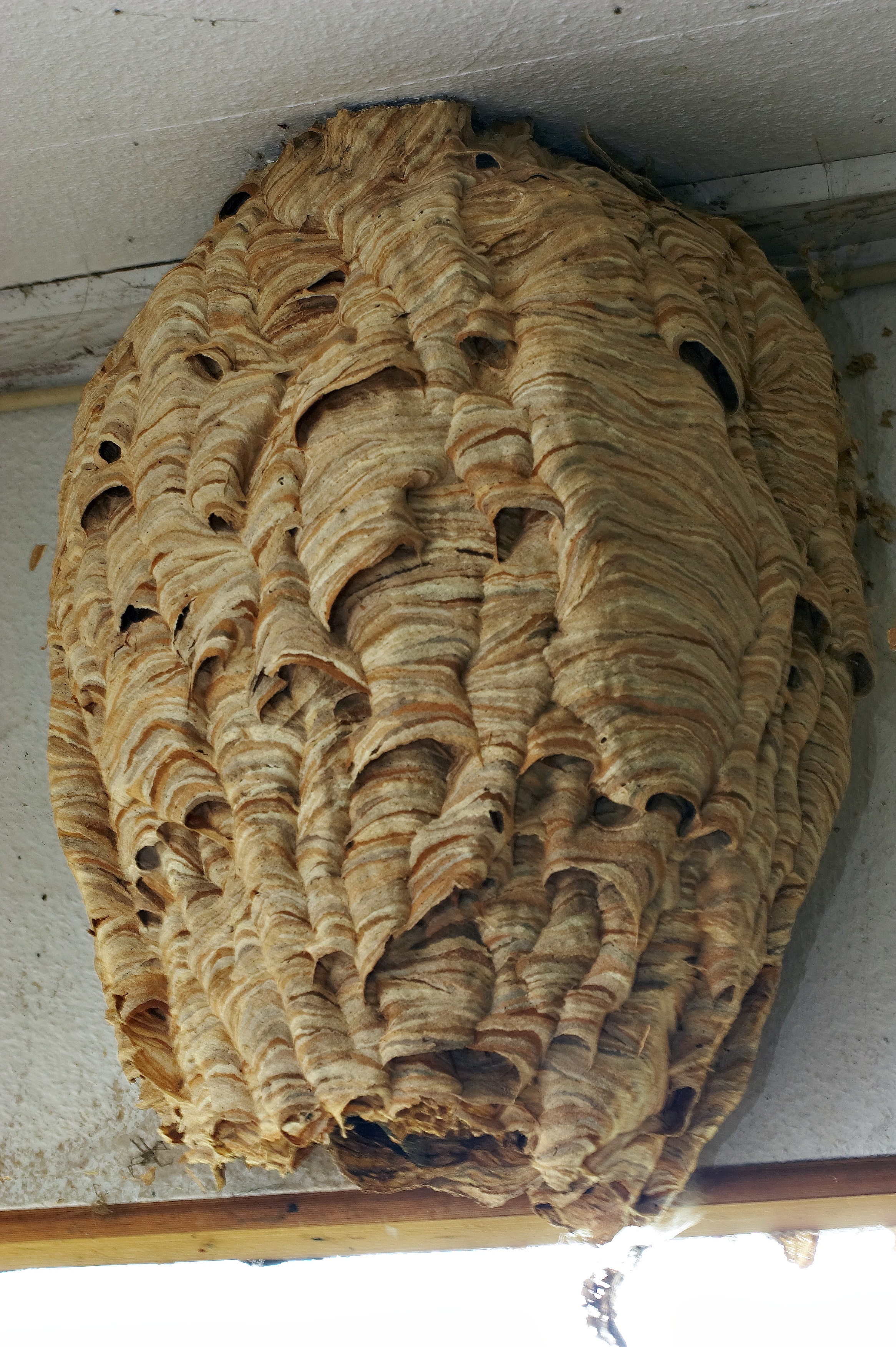
Les variations de couleurs, en stries, sur le papier du nid correspondent aux différentes fibres collectées par les ouvrières sur des plantes différentes, ou des parties différentes de l'écorce

La piqûre de cet insecte, comme celles des autres vespidés, est très douloureuse à cause du diamètre du dard et de la composition du venin. Celle-ci n’est pas mortelle même lorsqu'une personne est attaquée par plusieurs dizaines de frelons. Néanmoins, une seule piqûre peut tuer si l'individu est allergique, en particulier en cas d'œdème de Quincke ou de choc anaphylactique. 
Les témoignages documentés et les observations d'entomologistes laissent penser que le frelon est peu dangereux, tant qu'on n'agresse pas son nid, qu'on ne l'approche pas de trop près. Ses nids sont le plus souvent construits en hauteur et peu accessibles aux enfants (mais ils peuvent parfois être dans des troncs d'arbres, tas de feuilles ou de compost ou anfractuosités au niveau du sol). De plus, il est fréquent que le nouveau nid construit chaque printemps soit éloigné du précédent[réf. nécessaire].
Les frelons ne s'en prennent le plus souvent qu'à ceux qui passent à proximité (moins de 3-4 mètres) de leur nid, mais le nombre d'ouvrières participant à l'attaque n'est jamais suffisant pour aboutir au décès d'un adulte en bonne santé.
Si on détruit leur nid pour s'en débarrasser, ils cherchent à le reconstruire à la même place[réf. nécessaire]. Lorsque le nid est placé dans un endroit habité où les frelons peuvent être dangereux, on peut faire déplacer le nid par des professionnels.

## Menaces, statut
Il semble difficile d'estimer l'état des populations de frelons, faute de suivi.
Le frelon a statut d'espèce protégée en Allemagne, et il est considéré comme une espèce utile par les entomologistes de la plupart des pays.
Ses nids sont néanmoins souvent détruits par le public qui en a plus peur que de l'abeille ou la guêpe commune, en raison de sa taille et de sa ressemblance avec les guêpes. Comme le frelon, actif la nuit, fait une bien plus grande consommation de fausses teignes de la cire (Galleria mellonella) que d'abeilles, il s'avère plutôt utile pour les ruches et, en Allemagne, certains apiculteurs avisés favorisent l'implantation d'un nid de frelons à proximité de leurs ruches[réf. nécessaire]. En effet, la Fausse teigne de la cire est un insecte lépidoptère de la famille des Pyralidae vivant en Europe et dont la larve se nourrit des rayons de cire des ruches y causant des dégâts considérables.

## Galerie

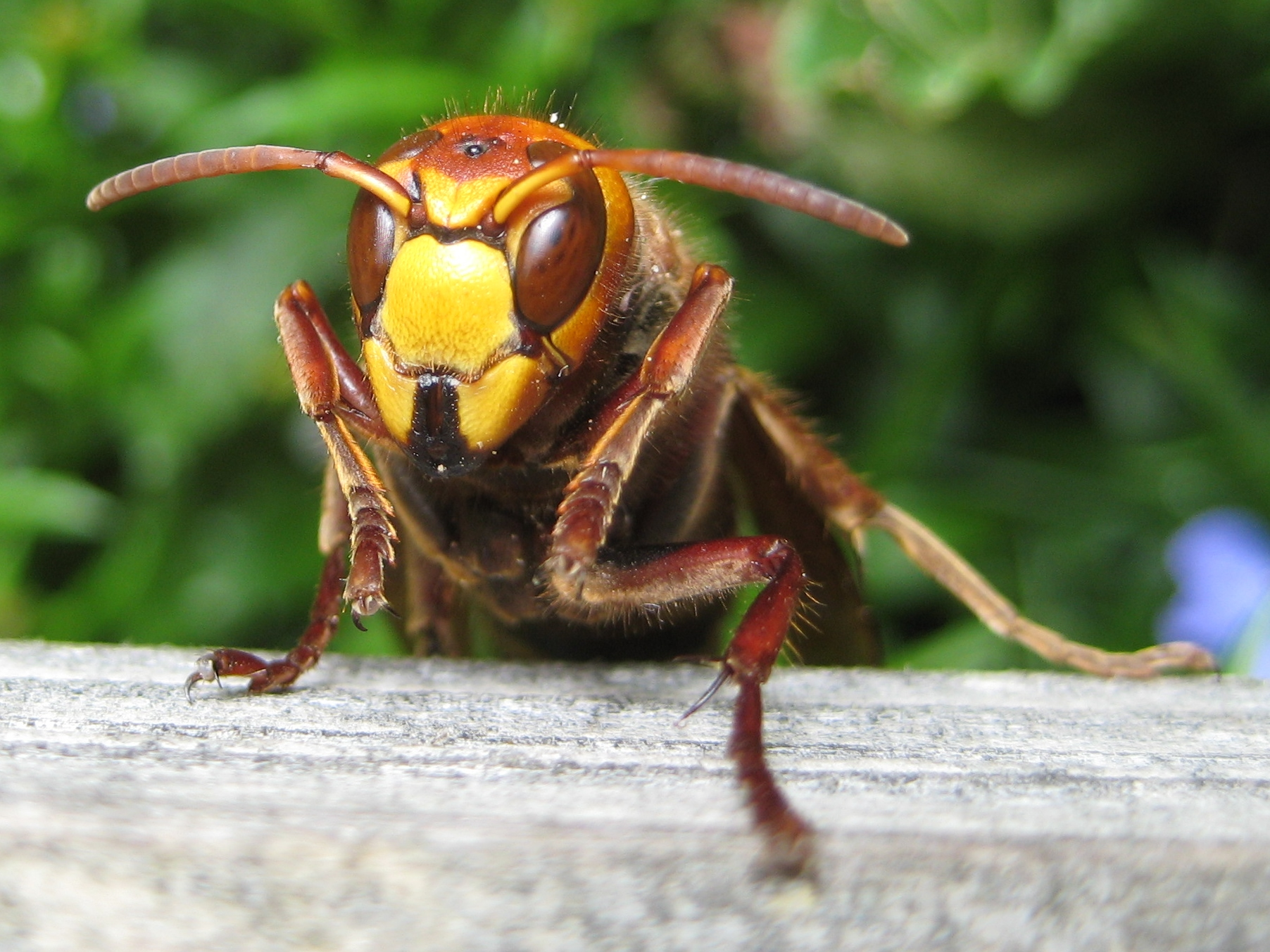
Frelon, vu de face
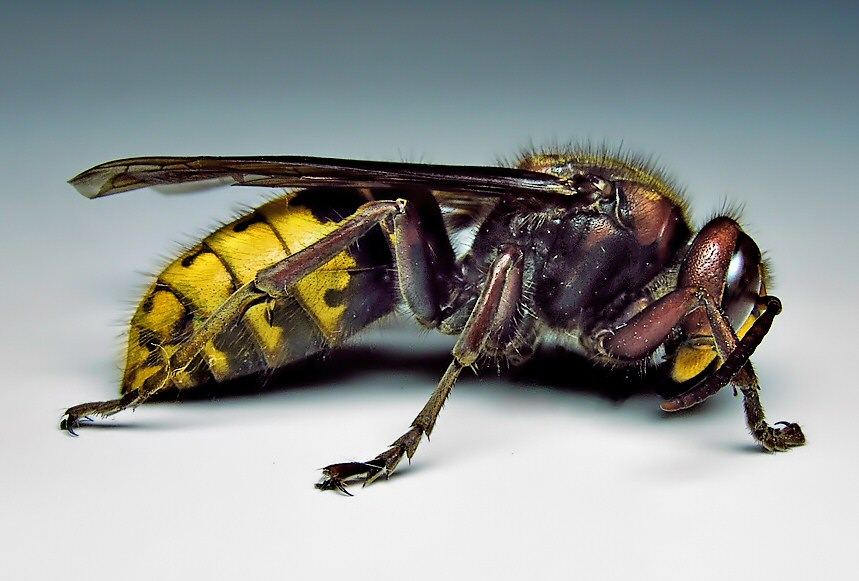
Frelon, vu de côté
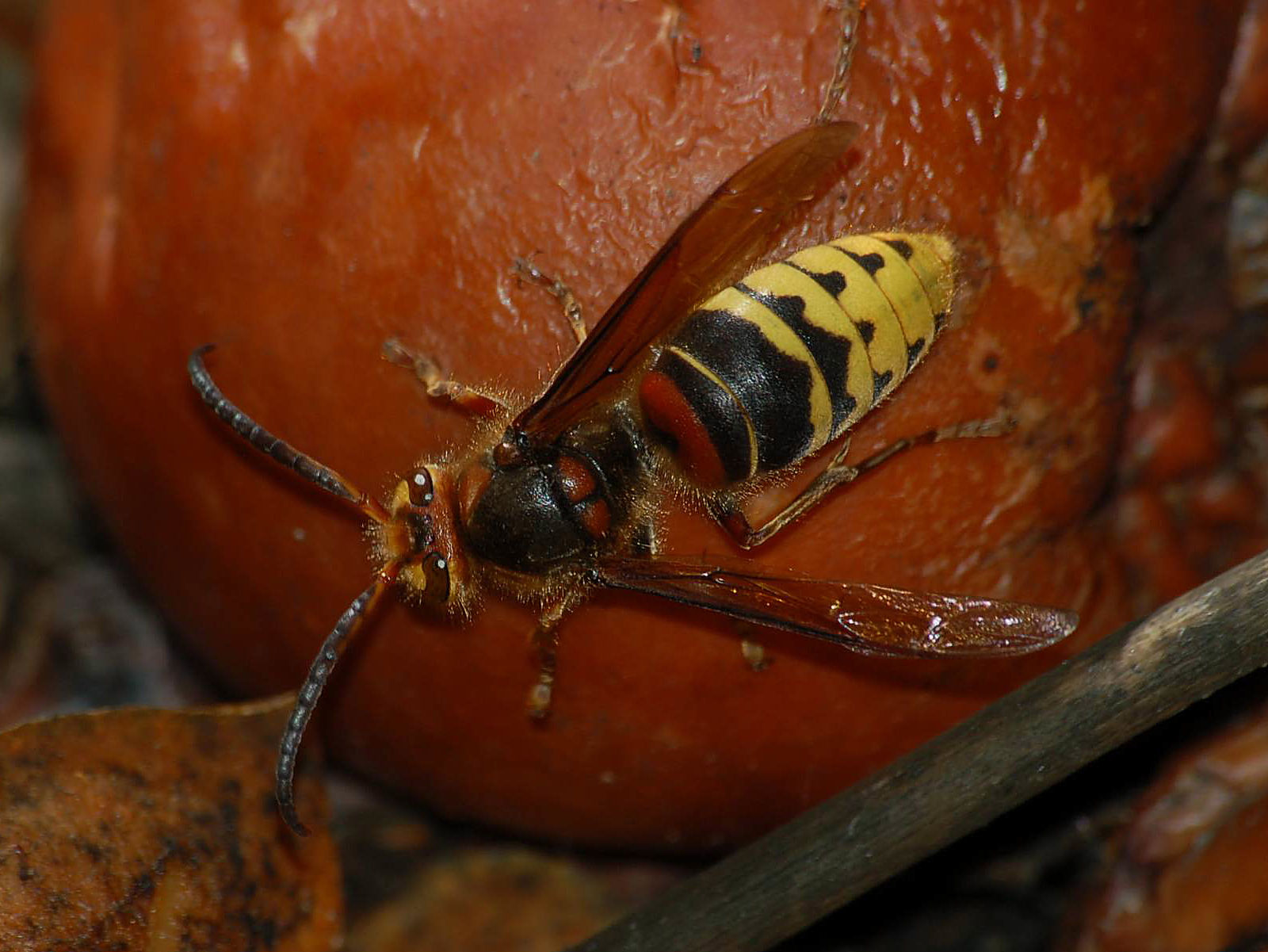
Frelon mâle, vu du dessus
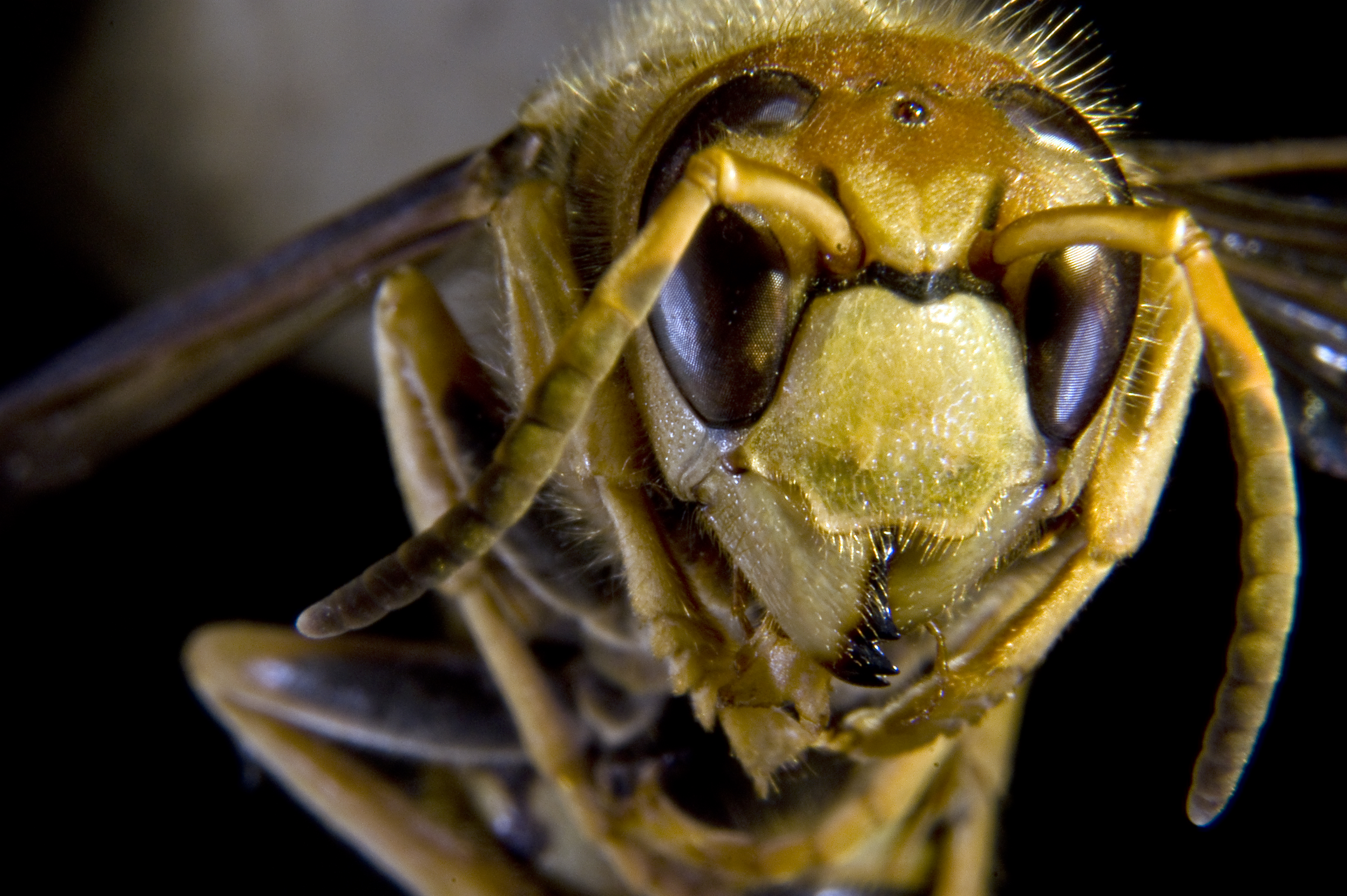
Tête (6 mm)
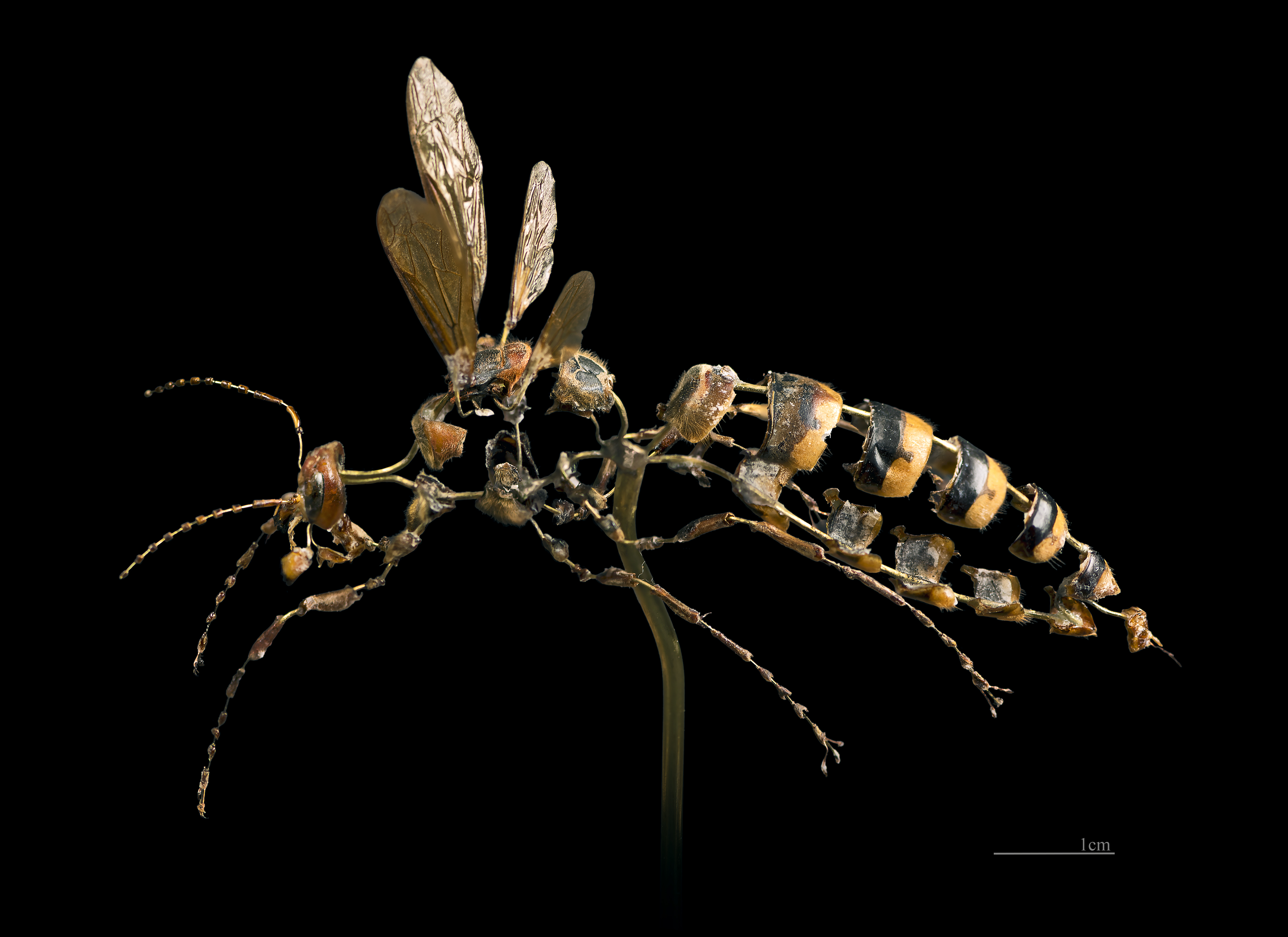
Éclaté à la Beauchène
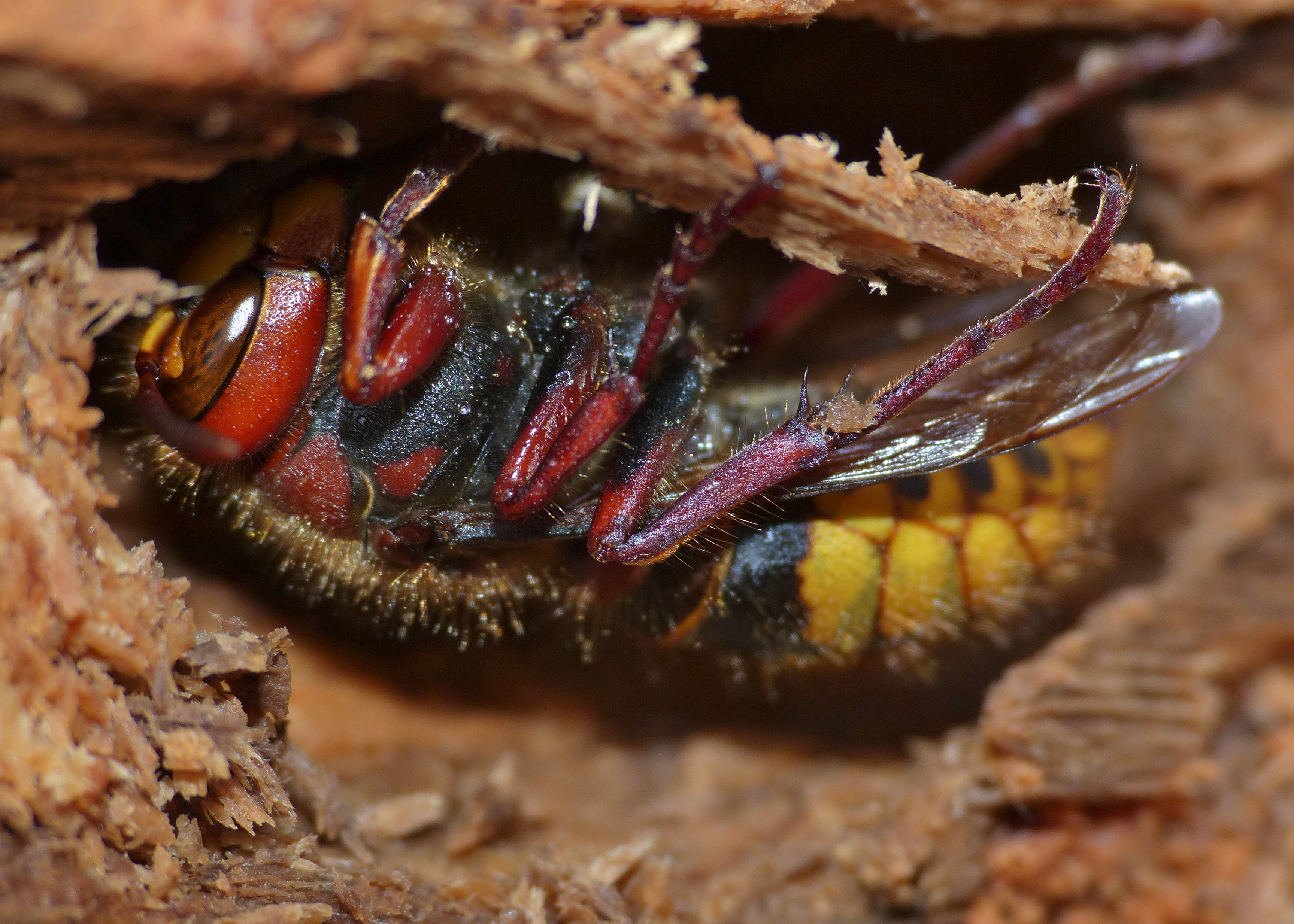
Reine hibernant dans du bois mort

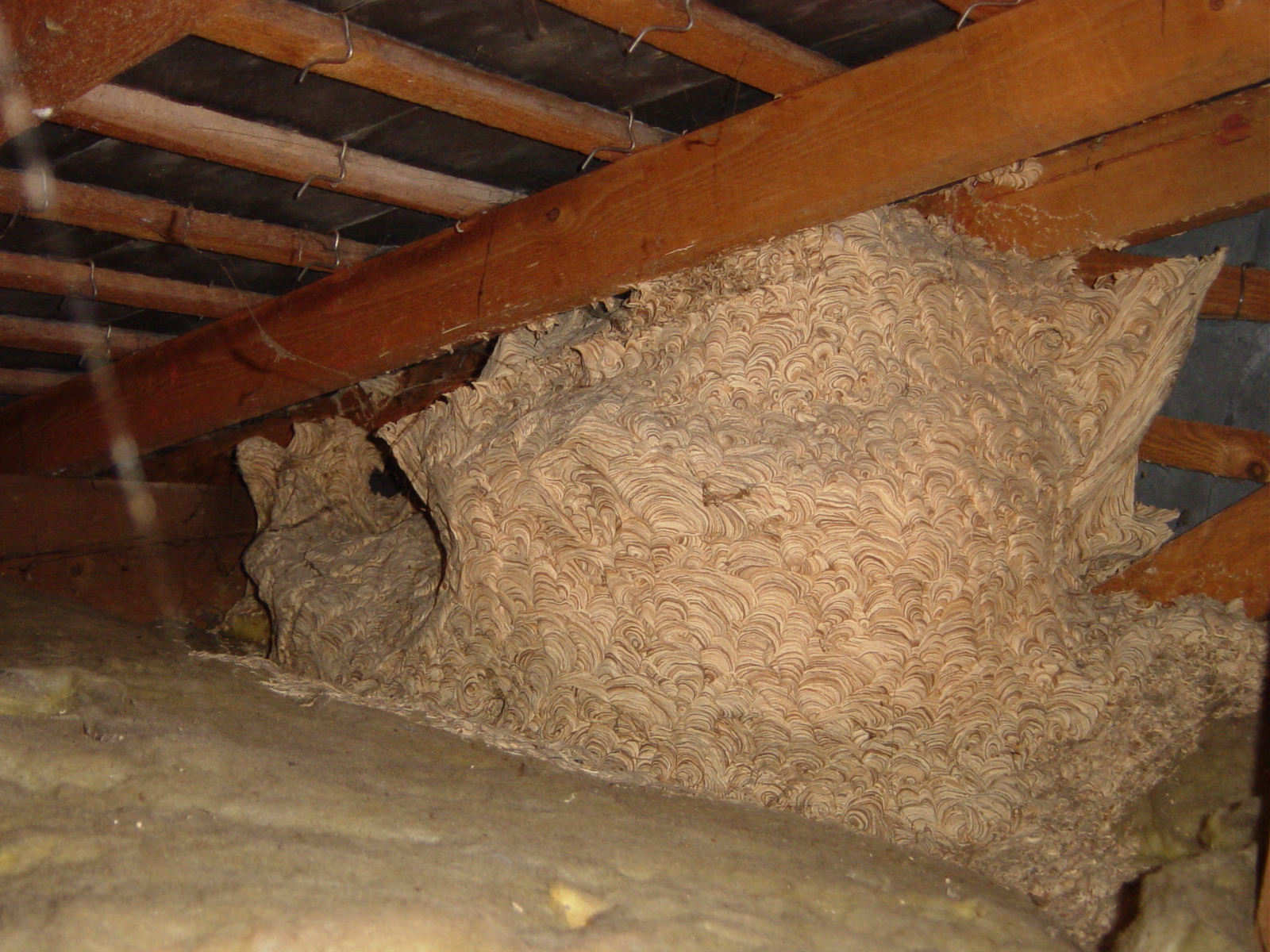
Nid de frelons
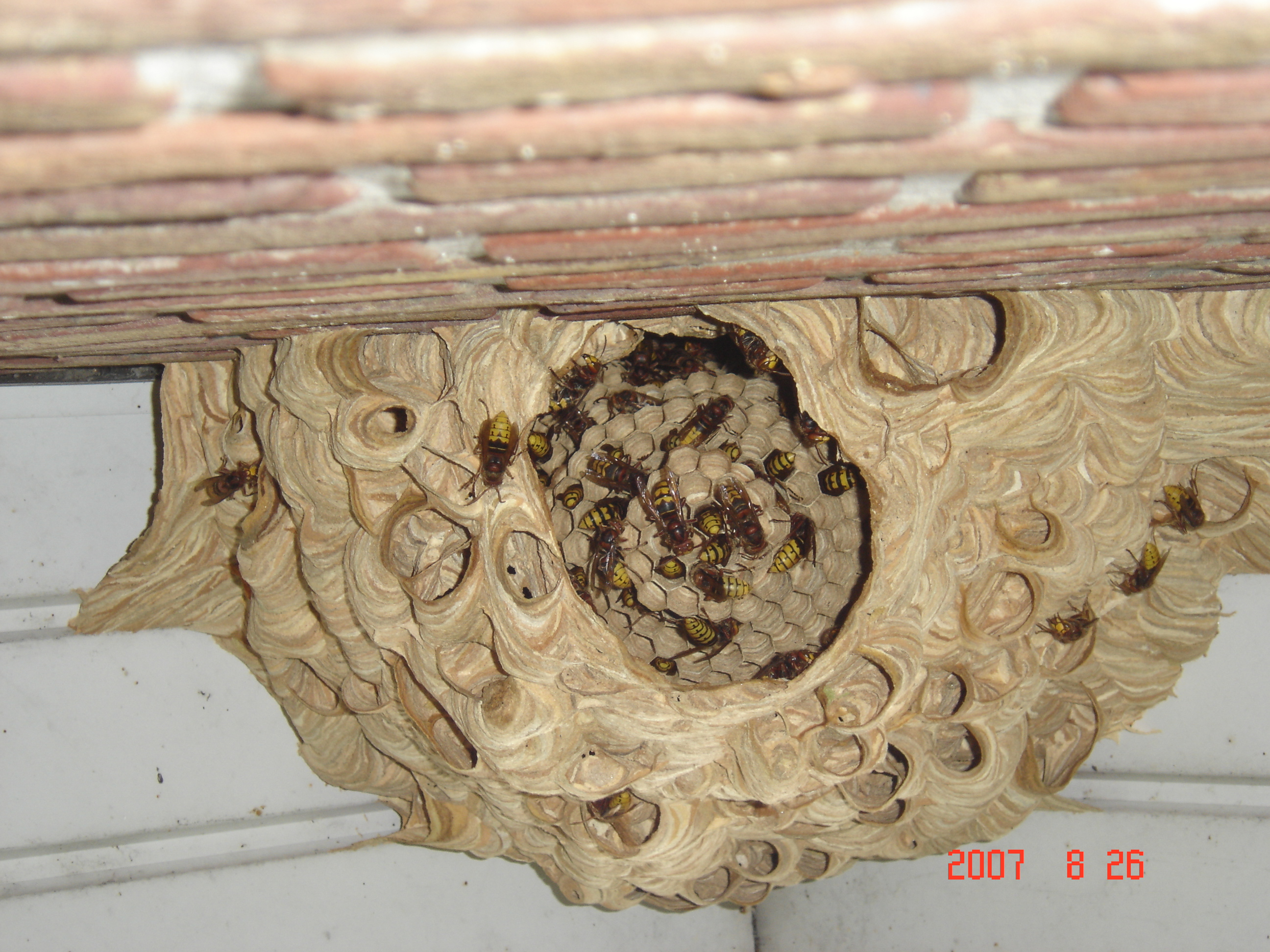
Nid de frelons
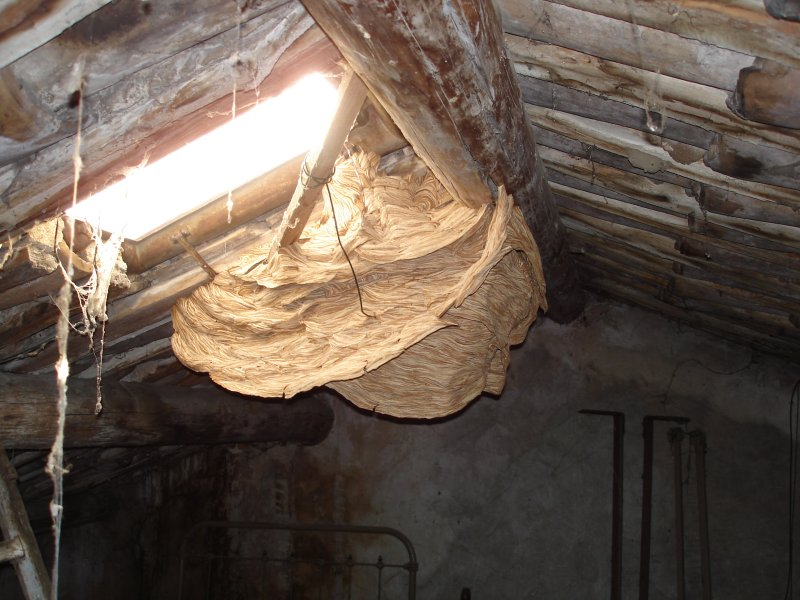
Nid de frelons (1m x 0,5m)
- Vidéo